# Pascal Script
Pascal Script es un motor de script gratuito que te permite utilizar la mayor parte del lenguaje Object Pascal dentro de sus proyectos Delphi o Free Pascal en tiempo de ejecución.
Fue escrito completamente en Delphi, se compone de un conjunto de unidades que pueden ser compilados en el ejecutable, lo que elimina la necesidad de distribuir los archivos externos.
Pascal Script comenzó como una necesidad de un buen guion de trabajo, cuando no había ninguno disponible en el momento.

## Historia
Pascal Script comenzó en 2001 con CajScript 1.0, que pronto fue sustituido por CajScript 2.0 (más tarde llamado Innerfuse Pascal Script 2.0).
La versión 2.0 interpreta scripts mientras se ejecutan, tenía la desventaja de que cada pieza de código tenía que ser analizada de nuevo por el intérprete.
Con Pascal Script 3.0, esto fue cambiado a un nuevo modelo, donde el compilador y el tiempo de ejecución fueron completamente separados el uno del otro y utilizan un formato de código de bytes de encargo para representar la secuencia de comandos compilado. Este script compilado sólo contenía lo mínimo que se requiere para ejecutar el código.
Más tarde, cuando Carlo Kok se unió a RemObjects, fue rebautizado como RemObjects Pascal Script y ahora es mantenido por RemObjects Software.
Un uso importante de Pascal Script es el proyecto Open Source InnoSetup. InnoSetup es un motor de configuración ampliamente utilizado en Pascal Script, se usa como motor de scripting para proporcionar capacidades avanzadas de scripting durante la instalación y desinstalación. Con Pascal Script, los usuarios pueden personalizar casi todas las partes de la configuración, añadir nuevas páginas del asistente, llamar dentro de dlls para añadir características avanzadas y proporcionar un comportamiento personalizado y condiciones de instalación